# (16639) 1993 QD4
A (16639) 1993 QD4 a Naprendszer kisbolygóövében található aszteroida. Eric Walter Elst fedezte fel 1993. augusztus 18-án.